# Wyker Dampfschiffs-Reederei
Wyker Dampfschiffs-Reederei (WDR, på dansk Vyk Dampskibs-Rederi) er et nordtysk rederi, der besejler ruterne Dagebøl-Vyk-Vitdyn (ølinje) og Slutsil-Hoge-Langenæs (halliglinje) i det nordlige Nordfrisland i Sydslesvig. Derudover står rederiet for den kollektive trafik på øerne Amrum og Før. Rederiet råder over syv moderne færger. Dertil kommer motorskibet Rüm Hart (nordfrisisk for stort hjerte, sml. Rüm hart, klaar kiming), som udelukkende fungerer som udflugtsbåd med afgang fra Vyk på Før. Hver år befordrer rederiet på de 2 færgeforbindelser cirka 1,8 mio. passagerer, 275.000 biler og 30.000 lastbiler. Busserne på Før og Amrum benyttes årligt af cirka 780.000 mennesker.
Rederiet blev etableret den 14. marts 1885 som Wyker Rhederei-Gesellschaft. 1884 blev virksomheden omdannet til et anpartsselskab og samme år skiftede den navn til Wyker Dampfschiffs-Reederei. 1970 overtog selskabet naborederiet Amrumer Schiffahrts-AG fra Amrum. Største andelshaver er i dag byen Vyk, som ejer 31%, fulgt af det østfrisiske rederi Norden-Frisia, som holder en andel på 26%. De resterende andele fordeler sig på 540 enkelte andelshaver. Rederiet beskæftiger cirka 500 ansatte.

## Eksterne links
- Wikimedia Commons har flere filer relateret til Wyker Dampfschiffs-Reederei
- Rederiets hjemmeside (tysk) og (dansk)